# Santa Paola Romana
Santa Paola Romana ist eine Pfarr- und Titelkirche im römischen Quartier Trionfale an der Duccio Galimberti. Die Kirche ist der Heiligen Matrona Paula von Rom gewidmet.

## Geschichte
Zuvor stand auf demselben Platz die Kirche Sancta Maria Virgo a Puteo extra Portam Angelicam (italienisch Santa Maria del Pozzo fuori Porta Angelica), welche auch als Madonna del Pozzo nach einer kleinen Ortschaft genannt wurde. Diese Kirche wurde 1961 abgerissen.
Die neue Kirche wurde zwischen 1949 und 1951 nach Entwürfen von Tullio Rossi gebaut. Am 9. November 1951 wurde die Pfarrei Santa Paola Romana vedova, alla Balduina mit einem Dekret von Kardinalvikar Clemente Micara aus dem Gebiet der Pfarreien San Francesco a Monte Mario, San Giuseppe al Trionfale und Santa Maria delle Grazie a Via Trionfale herausgegründet. in den folgenden Jahrzehnten wurde das Innere des Gebäudes unter anderem mit einem Apsismosaik von Silvio Consadori (1955), einem Bronzekreuz von Egidio Giaroli (1961), ein Bild von Gian Luigi Bocchetta (1996) und die Bronzetür von Luciano Capriotti (2001). Von 2003 bis 2011 wurde das Gebäude renoviert.
Am 14. Februar 2015 wurde sie von Papst Franziskus zur Titelkirche erhoben.

## Beschreibung
Von der architektonischen Linie und der konstruktiven Zusammensetzung ist sie ein Sakralbau aus der Zeit des Zweiten Weltkrieges.

### Äußeres
Das Äußere zeichnet sich durch seine Einfachheit aus. Es ist das Wappen von Papst Pius XII. angebracht. Auf dem großen Portal aus Brone sind die sieben Sakramente und Szenen aus dem Leben der Heiligen Paula dargestellt. An verschiedenen Stellen werden die Konturen durch Ziegelsteine bestätigt.

### Inneres

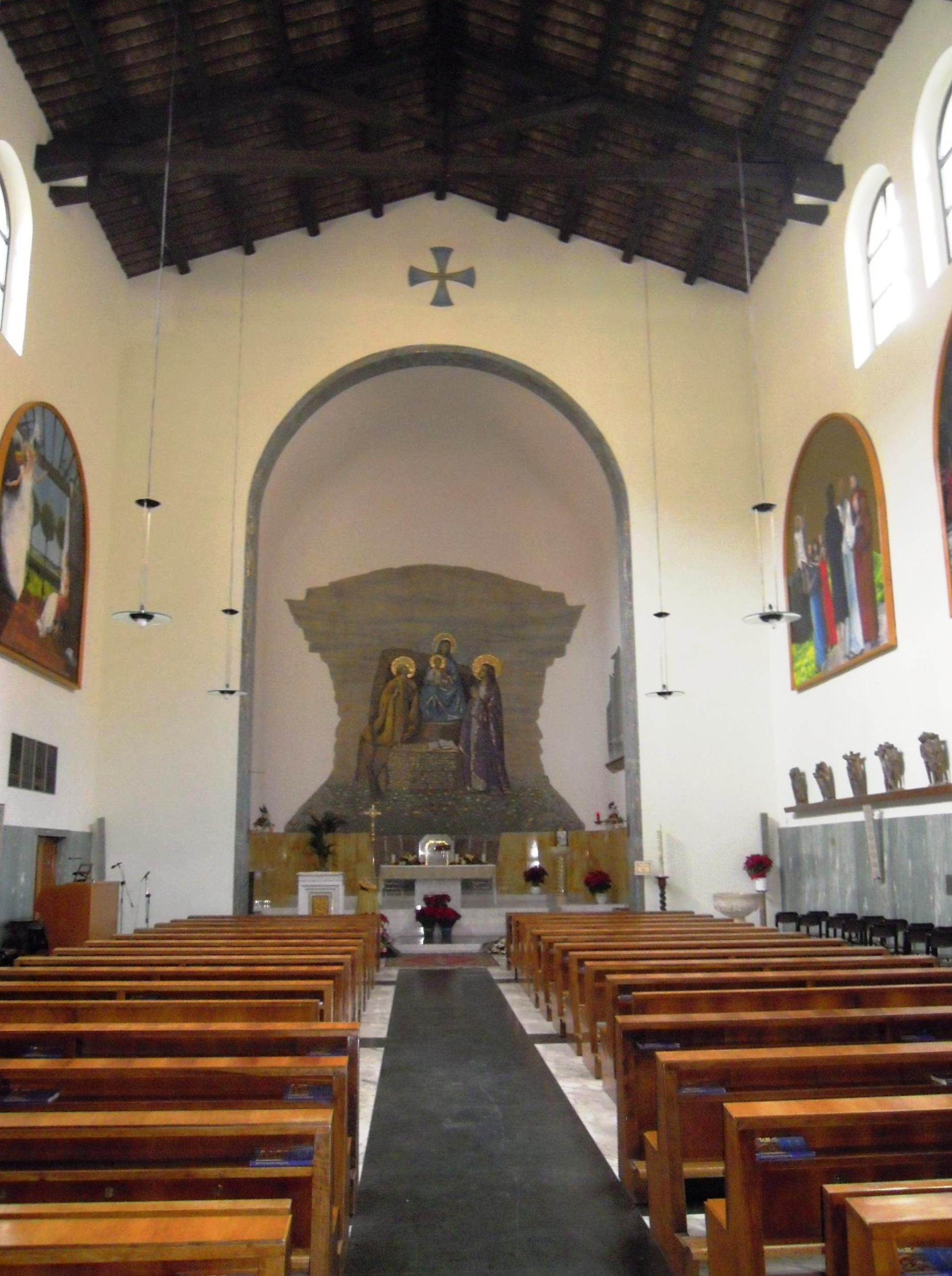
Innenraum

Im Inneren ist ein breites Kirchenschiff mit von innen sichtbarem Holzdachstuhl. Der Altarraum ist in der Apsis und auf der linken Seite ist eine Kapelle. In dieser ist auch eine Kopie der Madonna del Pozzo, welche wiederum eine Kopie einer alten byzantinischen Ikone ist. Daneben steht ein Gemälde von Ulisse Sartini aus dem Jahr 2003, welches den Heiligen Pio von Pietrelcina darstellt.
Seitlich im Kirchenschiff unter den Fensteröffnungen wurden von Gian Luigi Bocchetta 1996 sechs große Gemälde über das Leben Jesu gemalt:
- Die Verkündigung
- Die Geburt Christi
- Ministero pubblico
- Das Letzte Abendmahl
- Tod
- Auferstehung

An der rechten Wand hängt ein Kreuzweg (1961) und ein Kruzifix (1967) von Egidio Giaroli. Rechts neben der Apsis ist das Taufbecken aus Marmor und ein Glasfenster mit der Taufe Jesus (1973) von Lacia Nostini.
Der Altarraum ist um ein paar Stufen erhöht und nimmt die Apsis komplett ein. In den 2000er Jahren wurden nach Entwürfen von Mattia del Prett ein Altar aus Marmor, ein Ambo, die Sitze für das liturgische Personal und der Tabernakel gefertigt. Die Apsis ist mit einem Mosaik der Heiligen Familie mit der Heiligen Paula von Silvio Casdore (1955) versehen.
In einer Nische auf der rechten Seite des Altarraums ist eine Pfeifenorgel der Firma Pinchi aus dem Jahre 1973 aufgestellt. Stefan Buccolini hat sie Anfang der 2000er Jahre renoviert und erweitert. Die Orgel hat eine elektrische Traktur, zwei Manuale, ein Pedal und zwanzig Register.

## Kardinalpriester
Bisher einziger Titelträger ist:
- Soane Patita Paini Mafi, Bischof von Tonga, seit 14. Februar 2015